# Горс, Джо
Джо Горс (англ. Joseph Nicholas Gores; 25 декабря 1931, Рочестер, Миннесота — 10 января 2011, Гринбрэ, Калифорния) — американский писатель, автор детективных романов.

## Биография
Получил образование в Университете Нотр-Дам, а также степень магистра по английской литературе в Стэнфордском университете в 1961 году. Работал частным детективом. За литературную карьеру трижды получал премию Эдгара Аллана По.

### Серия «Дэн Кирни и партнеры»
- 1969 — Время хищников (англ. A Time of Predators, Премия Эдгара Аллана По за лучший первый роман американского писателя)
- 1971 — Marine Salvage: The Unforgiving Business of No Cure, No Pay
- 1972 — Dead Skip
- 1973 — Final Notice
- 1974 — Interface
- 1974 — Honolulu: Port of Call
- 1975 — Хаммет (англ. Hammett). Экранизирован в 1982 году (режиссёр - Вим Вендерс)
- 1975 — Tricks and Treats